# Margaret Berger
Margaret Berger (Trondheim, 1985. október 11. –) norvég énekesnő, szövegíró. Ő képviselte Norvégiát a 2013-as Eurovíziós Dalfesztiválon Malmőben, az I Feed You My Love című dallal. Margaret Berger 2013. február 9-én nyerte meg az Eurovíziós Dalfesztivál norvég nemzeti döntőjét, a Melodi Grand Prix-t. Dalát Karin Park és MachoPsycho jegyezték. A dal a negyedik helyen debütált a norvég VG rádiós lejátszási listán.
2004-ben Margaret részt vett az Idol című norvég tehetségkutató műsorban, ahol a második helyen végzett. 2008-ban a norvég közszolgálati rádió hármas csatornájának igazgatója lett.

## Diszkográfia

### Albumok
- Chameleon (BMG Norway) – 2004. október 4.
- Pretty Scary Silver Fairy (Sony BMG) – 2006. október 2.
- Chastisement (Sony BMG) – 2013.

### Kislemezek
- Samantha (2006)
- Will You Remember Me Tomorrow? (2006)
- Robot Song (2007)
- I Feed You My Love (2013)

## Fordítás
- Ez a szócikk részben vagy egészben  a   Margaret Berger című angol Wikipédia-szócikk fordításán alapul.  Az eredeti cikk szerkesztőit annak laptörténete sorolja fel. Ez a jelzés csupán a megfogalmazás eredetét és a szerzői jogokat jelzi, nem szolgál a cikkben szereplő információk forrásmegjelöléseként.